# كريكيت ذراع واحدة مقابل كريكيت ساق واحدة

متقاعد من غرينتش بساق خشبية في الصورة عام 1813

الكريكيت بين الذراع الواحدة والساق الواحدة هو نوع مميز من رياضة الكريكيت، حيث يتكوّن أحد الفريقين من لاعبين يمتلكون ذراعًا واحدة فقط، بينما يتكوّن الفريق الآخر من لاعبين يمتلكون ساقًا واحدة فقط. أُقيمت عدة مباريات من هذا النوع خلال القرن الثامن عشر، وكان الهدف منها دعم المتقاعدين في غرينتش، وهم البحارة المتقاعدون من البحرية الملكية المقيمون في المستشفى الملكي للبحارة. كان كثير من هؤلاء البحارة قد فقدوا أطرافهم خلال خدمتهم البحرية، مما جعلهم الاختيار الطبيعي لتشكيل هذه الفرق الفريدة. وفي سنة ١٨٦١، كتب الأديب تشارلز ديكنز تقريرًا عن مباراة مدنية من هذا النوع أُقيمت في بيكهام راي، ونشره ضمن مجلته الشهيرة "على مدار العام".

## المباريات

تم الإبلاغ عن المباراة التي أقيمت على أرض Priory في Lewisham في عام 1848 بواسطة Illustrated London News والتي نشرت هذا الرسم التوضيحي الذي يظهر الفريق ذو الساق الواحدة وهو يضرب.

### 1766
في سنة ١٧٦٦، خاض فريقان من متقاعدي غرينتش مباراة كريكيت في بلاكهيث، حيث تمكن الفريق المكوّن من لاعبين ذوي ذراع واحدة من التغلب بسهولة على الفريق ذي الساق الواحدة.

### 1796
وفي مناسبة أخرى، اجتمع فريقان من متقاعدي غرينتش للعب في ملعب آرام الجديد في والوورث، وكانت الجائزة حينها ألف جنيه إسترليني. تم الإعلان عن المباراة مسبقًا، واجتذب الحدث جمهورًا غفيرًا من المتفرجين.وصلت الفرق إلى الملعب في ثلاث عربات تجرها الخيول عند الساعة التاسعة صباحًا، وانطلقت المباراة عند الساعة العاشرة. ضرب الفريق ذو الساق الواحدة أولًا وسجل ٩٣ نقطة في تلك الجولة. أما الفريق ذو الذراع الواحدة فسجل ٤٢ نقطة فقط خلال جولته الأولى. وخلال المباراة، تسبب الحماس الزائد للجمهور في فوضى عارمة: إذ اقتحم عدد من المتفرجين البوابة وبعض الأسوار، بل تسلق البعض سطح الإسطبل المجاور الذي انهار، مما أدى إلى إصابة بعضهم بكدمات. واصل الفريق ذو الساق الواحدة ضرب الكرة مرة أخرى، وأضاف ٦٠ نقطة جديدة مقابل خسارته ستة ويكيت. انتهت المباراة في المساء بفوز الفريق ذي الساق الواحدة بنتيجة ١٥٣ نقطة مقابل ٤٢ نقطة.
أُقيمت مباراة العودة في الأربعاء التالي. وخلالها، فقد أحد اللاعبين ذوي الساق الواحدة ساقه الخشبية أثناء الركض. تم ضرب الساق الخشبية وإسقاطها على الأرض. ورغم أن ذلك لم يؤثر على الويكيت، إلا أن الحكم اعتبره خارج اللعب.
ومع ذلك، استمر الفريق ذو الساق الواحدة في تفوقه، محققًا الفوز مرة أخرى بفارق ١٠٣ نقاط.
اختتم الحدث بإقامة سباق لمسافة ١٠٠ ياردة، تنافس فيه اللاعبون ذوو الساق الواحدة على جائزة قدرها ٢٠ جنيهًا إسترلينيًا.

### 1841
خاض فريقان من متقاعدي غرينتش مباراة كريكيت على أرض هول في كامبرويل.

### 1848
خاض فريقان من متقاعدي غرينتش مباراة كريكيت على أرض كانت سابقًا جزءًا من دير لويسهام. نظم المباراة السادة إنجرسول وستانتون، وتمكنوا من جذب حشد قوامه ألفان وأربعمائة متفرج، جذبهم فضولهم نحو غرابة الحدث. امتدت المباراة على مدى يومين، وتمتع اللاعبون خلالها بوجبات دسمة، تضمنت غداءً فاخرًا وعشاءً من لحم البقر المشوي ولحم الضأن، إلى جانب وفرة من البيرة القوية المقدمة في نُزل Bull Inn. أحيَت المناسبة فرقة موسيقية أضفت طابعًا احتفاليًا، كما حصل اللاعبون على كأس من الجعة بالإضافة إلى مكافأة مالية قدرها عشرة شلنات.
واجه الفريق ذو الساق الواحدة صعوبة في التعامل مع الكرات العريضة، وغالبًا ما كانوا يُخرجون أثناء محاولاتهم الالتفاف حول الكرة. ومع ذلك، كانت الغلبة للفريق ذو الذراع الواحدة الذي اعتُبر الأوفر حظًا، إذ سجل 50 نقطة في جولته الأولى و41 نقطة في الثانية. أما الفريق ذو الساق الواحدة فسجل 32 نقطة في الجولة الأولى و44 نقطة في الثانية، لتنتهي المباراة بنتيجة 91 مقابل 76 لصالح الفريق ذو الذراع الواحدة.

### 1861
ذكر تشارلز ديكنز في مجلته "طوال العام" عن مباراة حضرها، بعد أن لفت انتباهه إعلان في نافذة أحد بائعي التبغ. أقيمت المباراة في بيكهام راي على أراضي حانة روزماري برانش، التي كانت معروفة باستضافة العديد من الأحداث الرياضية والهوايات. كانت المباراة لصالح فريق الرجال ذوي الذراع الواحدة، وكان معظم اللاعبين من السكان المحليين، لكن كان هناك لاعب مميز، حلاق موسيقي وراقص من إسيكس، الذي شارك لصالح الفريق ذي الساق الواحدة. بينما جلس بعض المتفرجين على المقاعد، اختار ديكنز الجلوس على الأسطوانة التي كانت تُستخدم لتسوية الملعب. ووصف المشهد بأنه "رائع بشكل مؤلم، مثير للسخرية، ومرعب" بشكل لا يُنسى.
The one-legged men were pretty well with the bat, but they were rather beaten when it came to fielding. There was a horrible Holbeinish fun about the way they stumped, trotted, and jolted after the ball. A converging rank of crutches and wooden legs tore down upon the ball from all sides; while the one-armed men, wagging their hooks and stumps, rushed madly from wicket to wicket, fast for a "oner", faster for "a twoer".
 ...
The one-armed men had a much less invalid and veteran air about them. There was a shapely lad in a pink Jersey, who, from having his hand off only at the wrist, merely looked at a distance like a stripling with his hand hidden by a long coat-cuff.   But then, again, there was a thickset, sturdy fellow, in a blue cap, of the "one-leg" party, who, though he had lost one foot, seemed to run and walk almost as well as ordinary people. Then, again, on the "one-leg" side, there was an ostentatious amount of infirmity in the shape of one or two pale men with crutches, yet everybody appeared merry and good natured, and determined to enjoy the game to his heart's content; while every time a player made a run, before the dull beat of the bat had died away, there was a shout that made the Peckham welkin ring again, and all the crutches and wooden legs beat tattoos of pure joy and triumph. And when the musical and تيربسيكوريan barber rattled the wickets or made the balls fly, did not the very plates in the refreshment tent dance with pleasure!
...

Now, a lad who lost his leg when a baby, as a bystander told me, took up the bat and went in with calm self-reliance, and the game went forward with the usual concomitants. Now come the tips, the misses, the by-balls, the leg hits, the swinging blows that intend so much and do nothing, the echoing swashing cuts, the lost balls, the stumpings-out, the blocks, the slow treacherous balls, and the spinning, bruising roundhanders; not that our friends of the one leg and one arm swaddled themselves up in any timid paddings or bandages; they put on no india-rubber tubed gloves, no shelter-knuckles, they don no fluted leggings. What is a blow on the knuckles to a man who has lost a leg or an arm, who has felt the surgeon's saw and the keen double-edged knife? Yet all this time there was rather a ghastly reminder of suffering about the whole affair, to my mind. I could fancy the game played by out-patients in some outlying field of مستشفى غاي. I could believe it a party of convalescents in some field outside Sebastopol. Well, I suppose the fact is, that men don't think much of misfortunes when they are once irretrievable, and that these men felt a pleasure in doing an eccentric thing, in showing how bravely and easily they could overcome an infirmity that to some men appears terrible. After all, one thinks, after seeing such a game, one-legged and one-armed men are not so miserable as people imagine. Nature is kind to us in her compensations.

بعد الكثير من اللعب النشط والحوادث المثيرة، فاز الفريق ذو الذراع الواحدة في النهاية بفارق 14 نقطة، مما جعل المباراة تتوج بتنافس شاق ومليء بالأحداث المثيرة التي أضافت جوًا من الإثارة والمتعة للمشاهدين.

### 1863
في مانشستر، أُقيمت مباراة مثيرة حيث لعب لاعب يُلقب بـ "نو ليجز" (أي "لا أرجل") لصالح فريق واحد.